# Aalborg Budolfi Provsti
| Aalborg Budolfi Provsti                                        | Aalborg Budolfi Provsti |
| -------------------------------------------------------------- | ----------------------- |
| Staat                                                          | Dänemark                |
| Region                                                         | Nordjylland             |
| Kommune(n)                                                     | Aalborg                 |
| Bistum (Stift)                                                 | Aalborg                 |
| Kirchspielgemeinden (Sogne)                                    | 10                      |
| Propst (Provst)                                                | Jacob Køhn Andersen     |
| Bevölkerung                                                    | 83.055 (2021)           |
| Mitglieder der Folkekirken                                     | 62.624 (2021)           |
| Anteil an der Gesamtbevölkerung:                               | ca. 75,4 %              |
|                                                                |                         |
| Lage der Aalborg Budolfi Provsti (rot) im Aalborg Stift (weiß) |                         |

Die Aalborg Budolfi Provsti ist eine Propstei im Bistum Aalborg (Aalborg Stift) der evangelisch-lutherischen Dänischen Volkskirche. Sie liegt im Zentrum der norddänischen Großstadt Aalborg und ist die kleinste der 14 Propsteien des Aalborg Stift. 62.624 Einwohner gehören der Propstei an. Das entspricht etwa 75,4 % der Gesamtbevölkerung dieses Gebietes (2021). Folgende Kirchspielgemeinden (Sogne) bilden zusammen die Provsti Budolfi:

## Kirchspielgemeinden (Sogne)
- Ansgars Sogn
- Budolfi Sogn
- Hans Egedes Sogn
- Hasseris Sogn
- Margrethe Sogn
- Sankt Markus Sogn
- Vejgaard Sogn
- Vesterkær Sogn
- Vor Frelsers Sogn
- Vor Frue Sogn

## Pastorate (Pastorater)
- Ansgars Pastorat
- Budolfi Pastorat
- Hans Egedes Pastorat
- Hasseris Pastorat
- Margrethe Pastorat
- Sankt Markus Pastorat
- Vejgaard Pastorat
- Vesterkær Pastorat
- Vor Frelsers Pastorat
- Vor Frue Pastorat

## Kirchen (Kirker)
Im Gebiet der Aalborg Budolfi Provsti liegen 11 Kirchen:
- Budolfi Domkirke (Die Hauptkirche des Bistums Aalborg, nach der auch die Propstei benannt ist.)
- Ansgars Kirke
- Hans-Egedes Kirke
- Hasseris Kirke
- Margrethekirken
- Sankt Markus Kirke
- Vejgaard Kirke
- Vesterkær Kirke
- Vor Frelsers Kirke
- Vor Frue Kirke
- Aalborg Valgmenighed

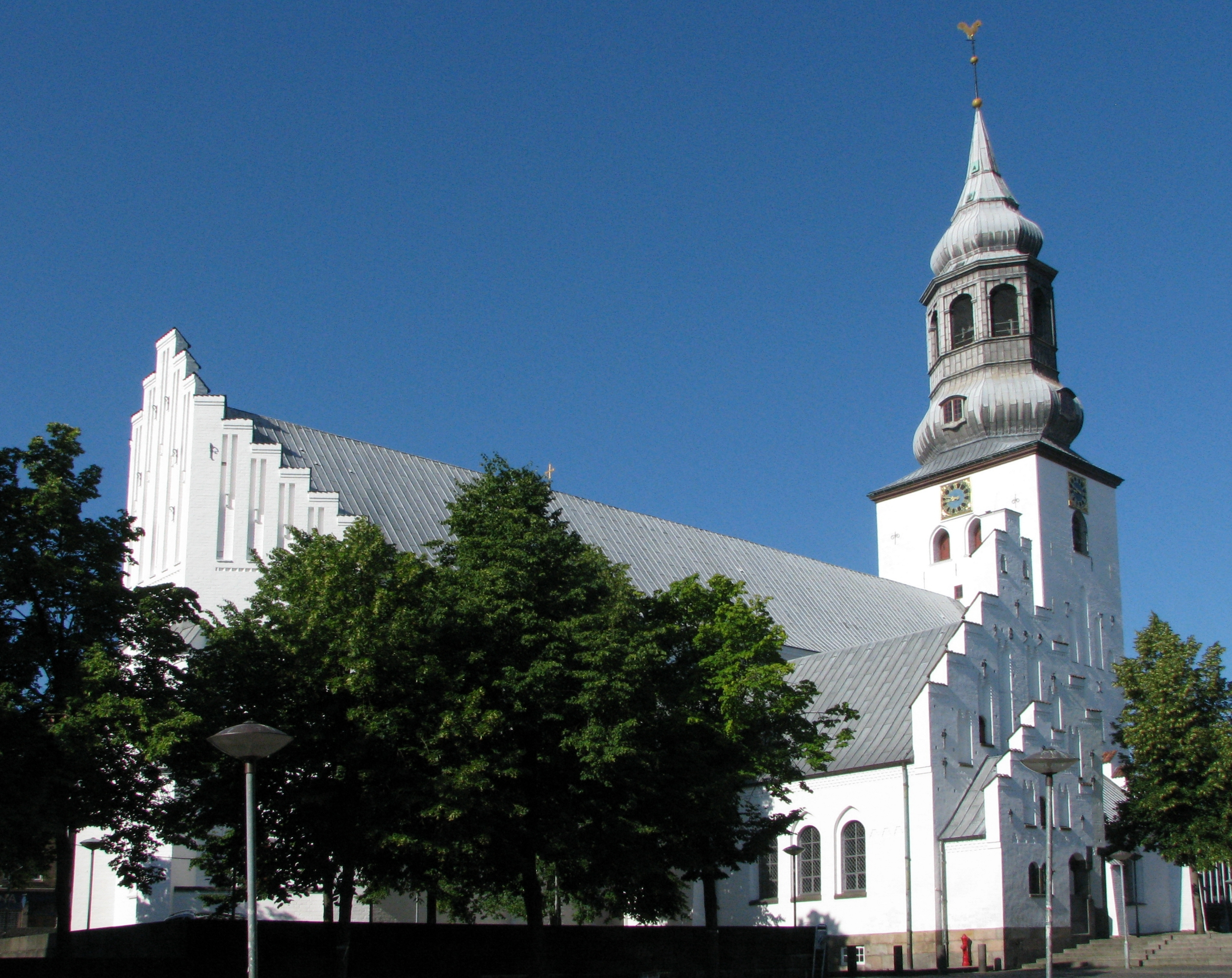
Budolfi Domkirke
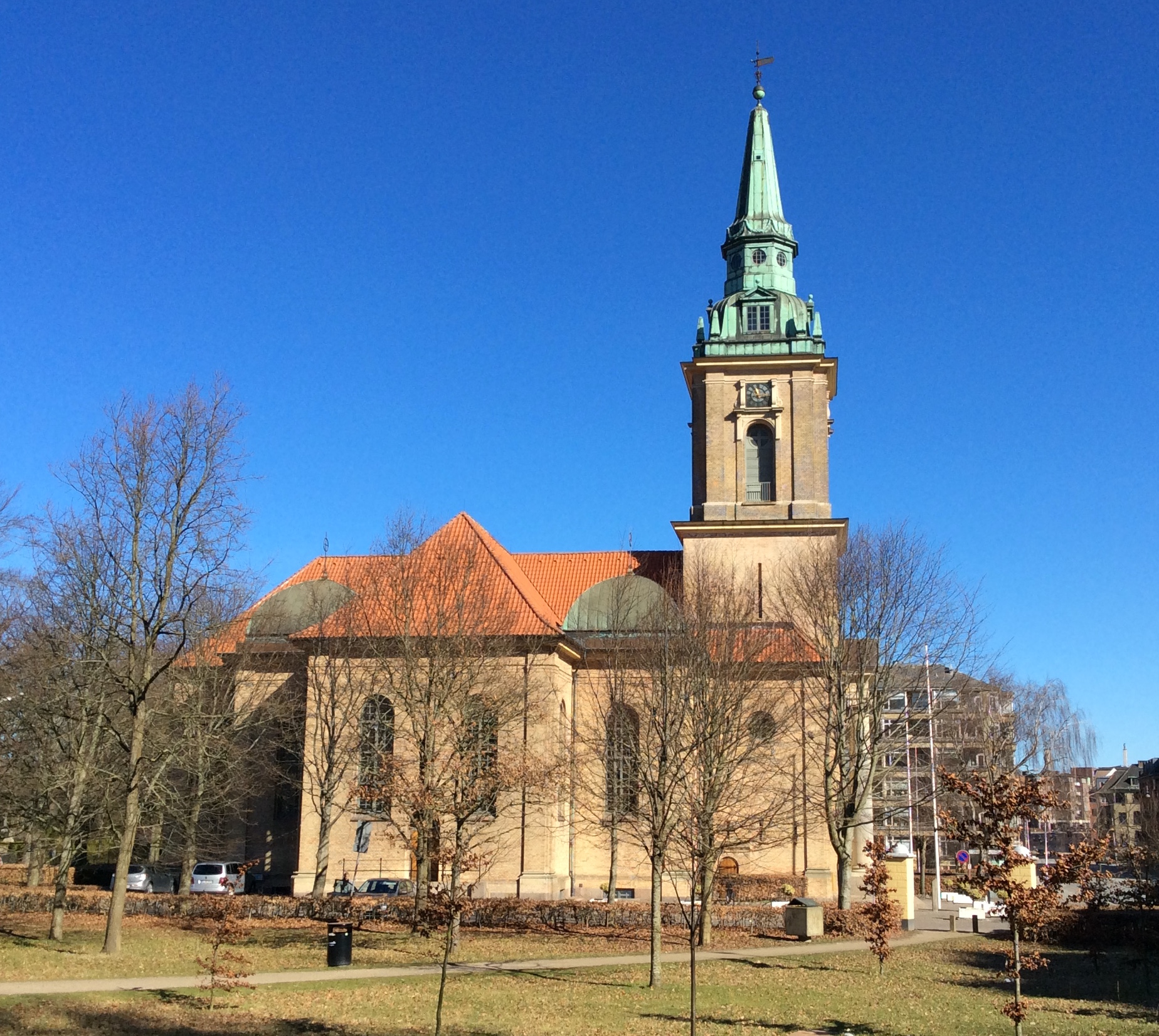
Ansgars Kirke
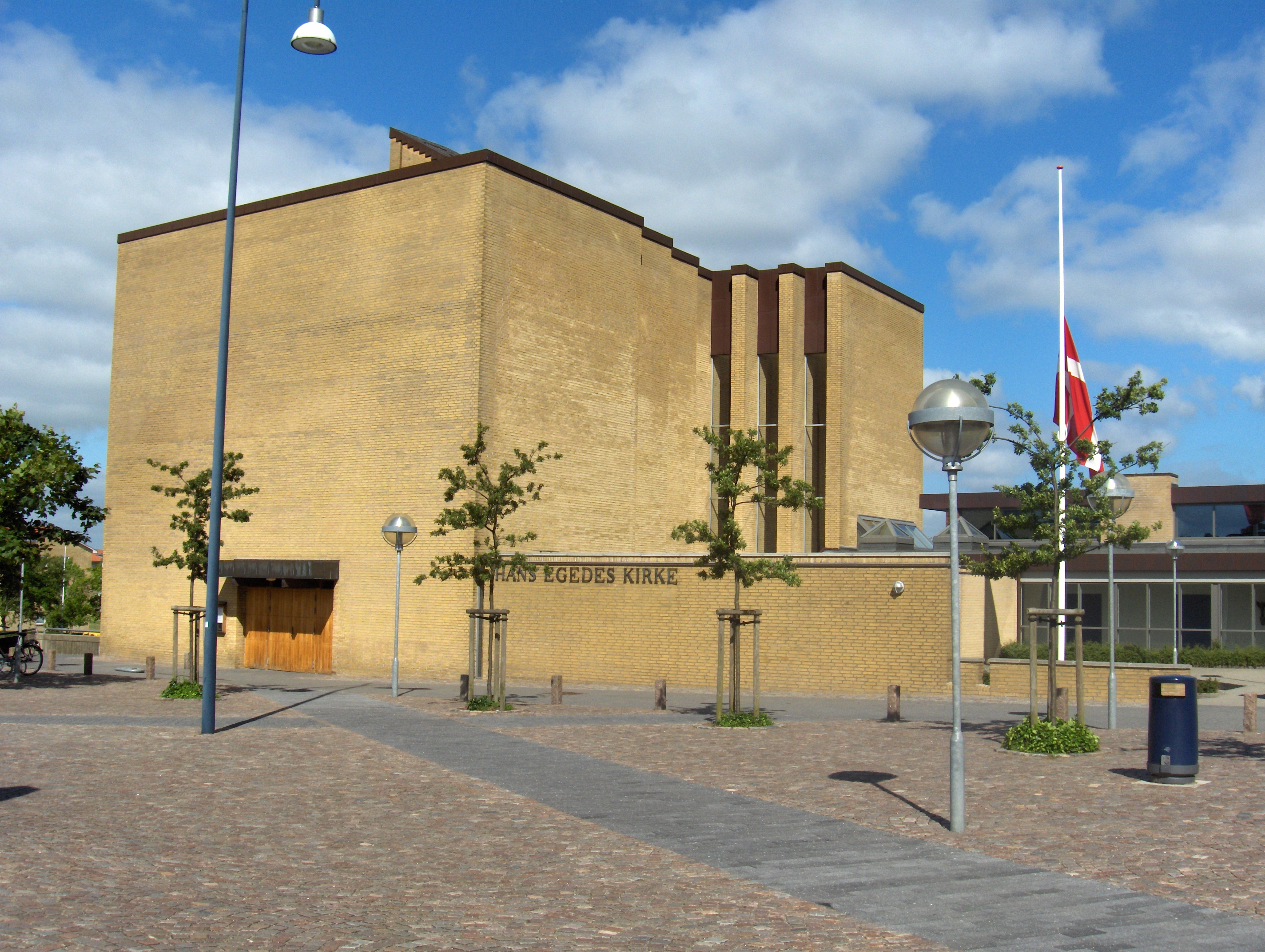
Hans-Egedes Kirke
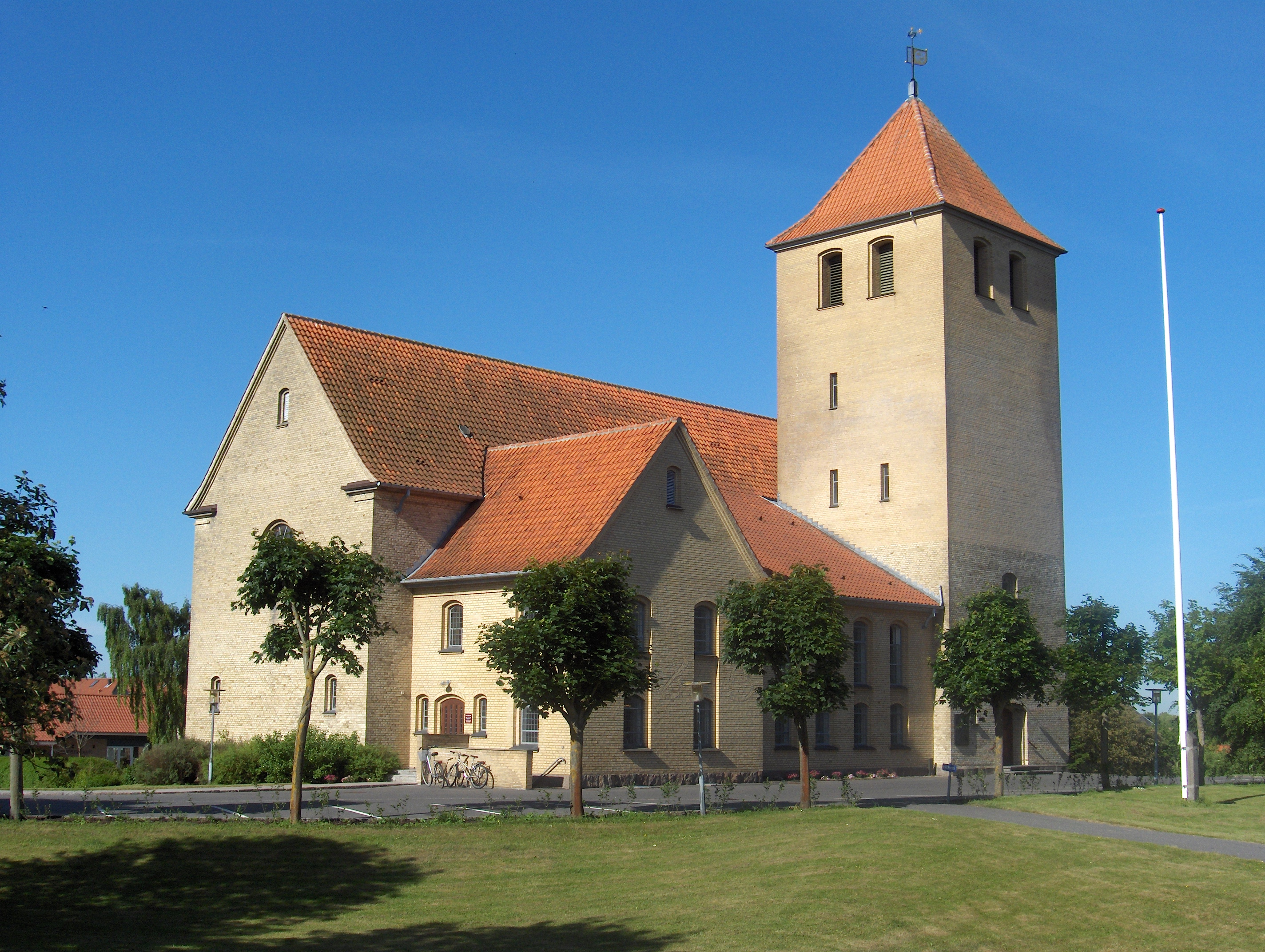
Hasseris Kirke
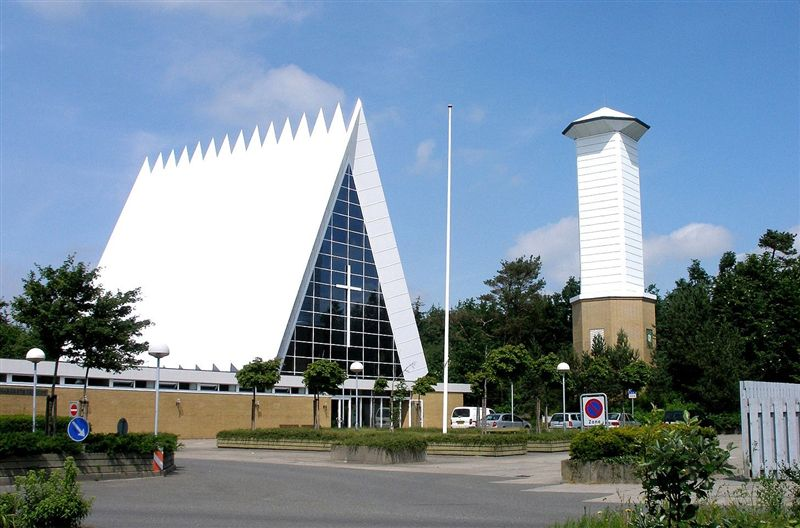
Margrethekirken
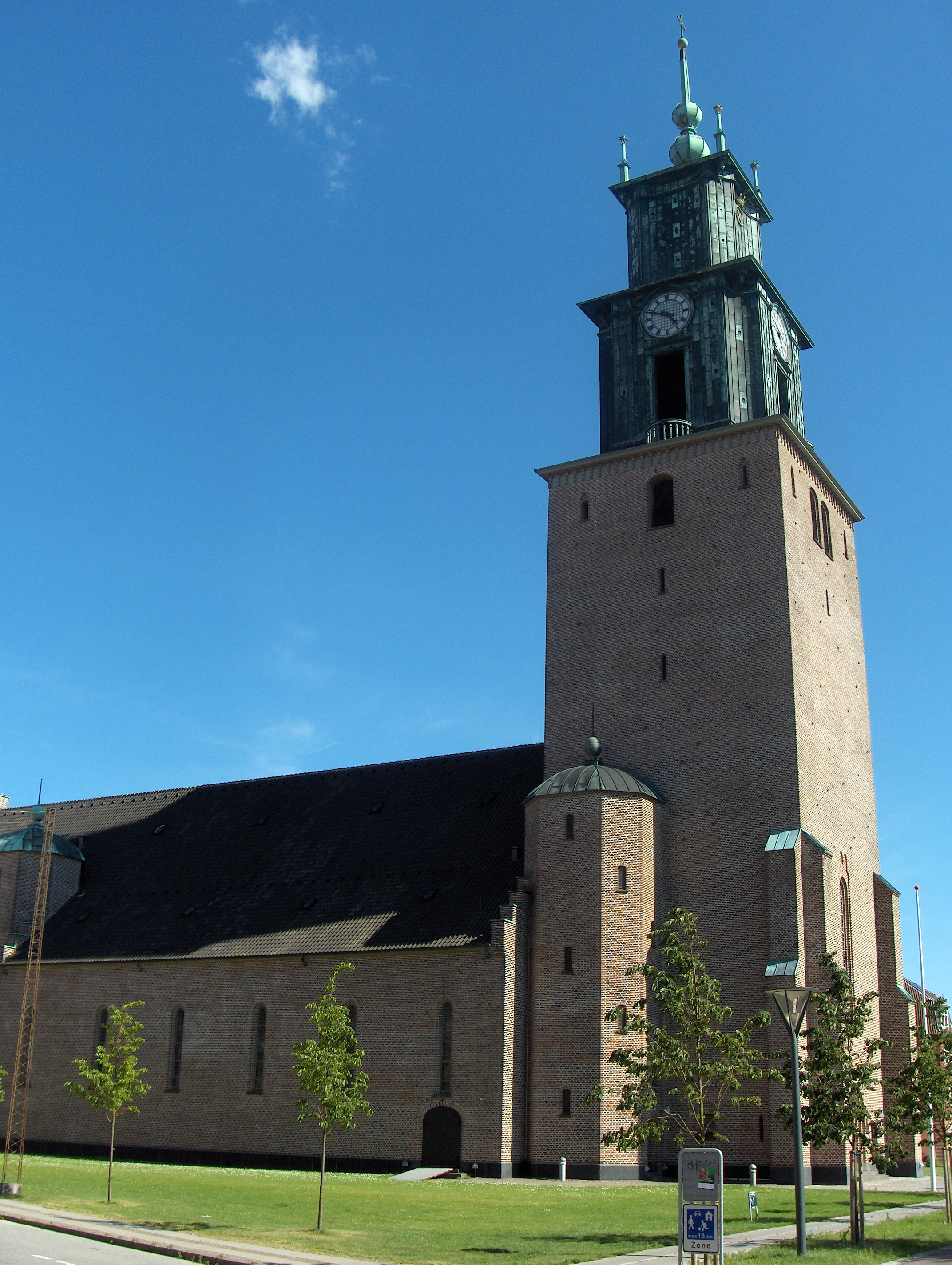
Markus Kirke
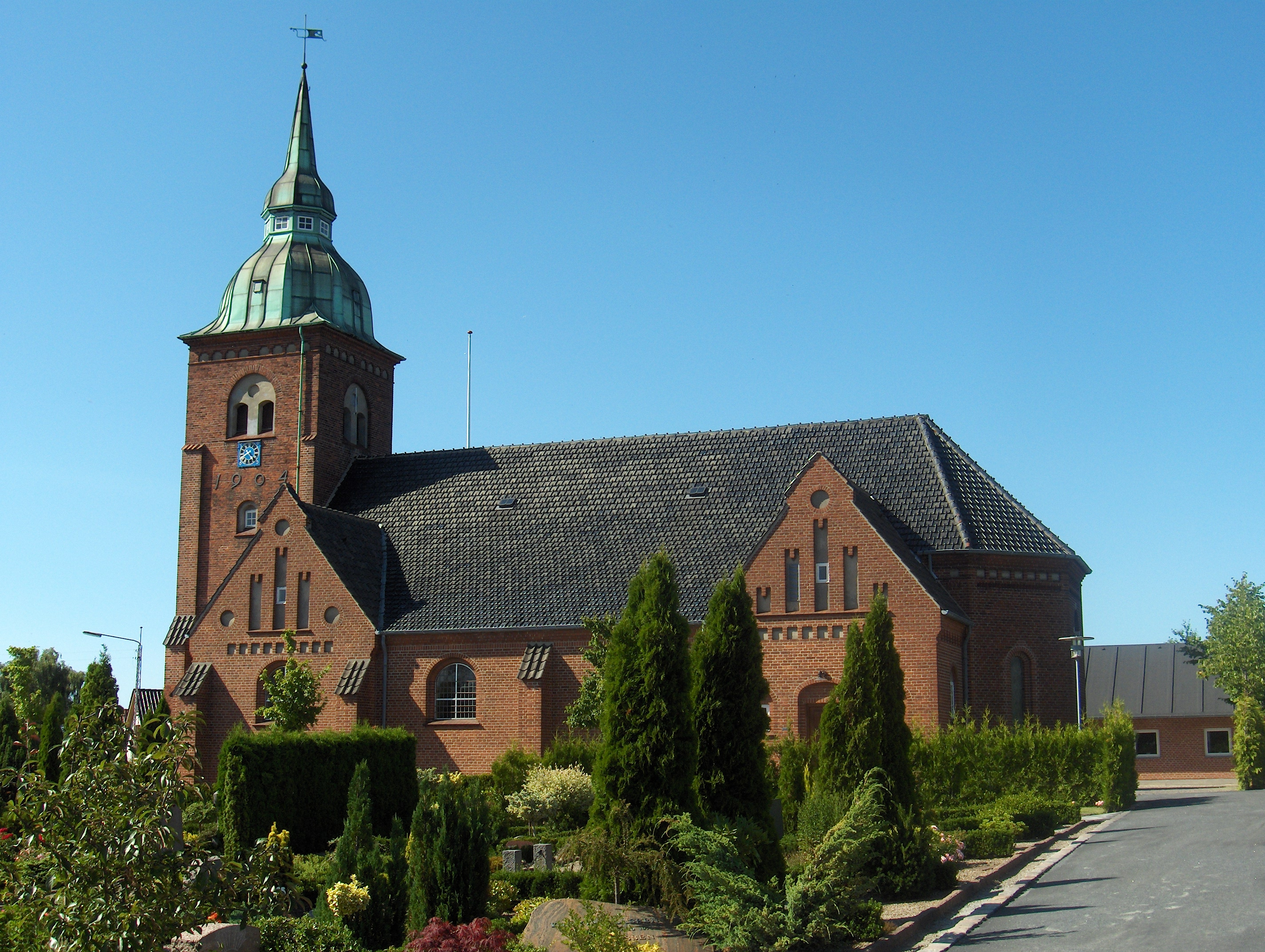
Vejgaard Kirke
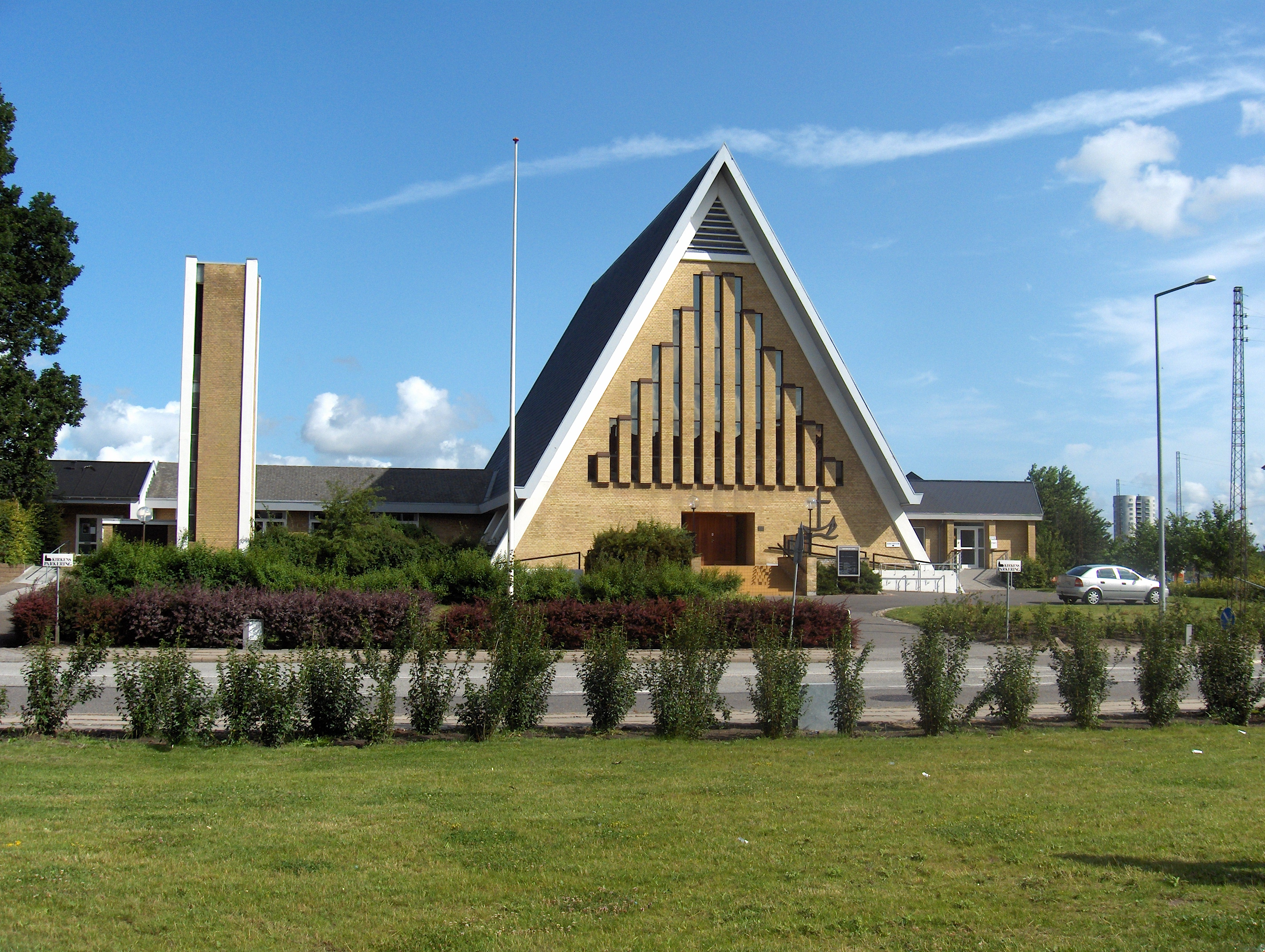
Vesterkær Kirke
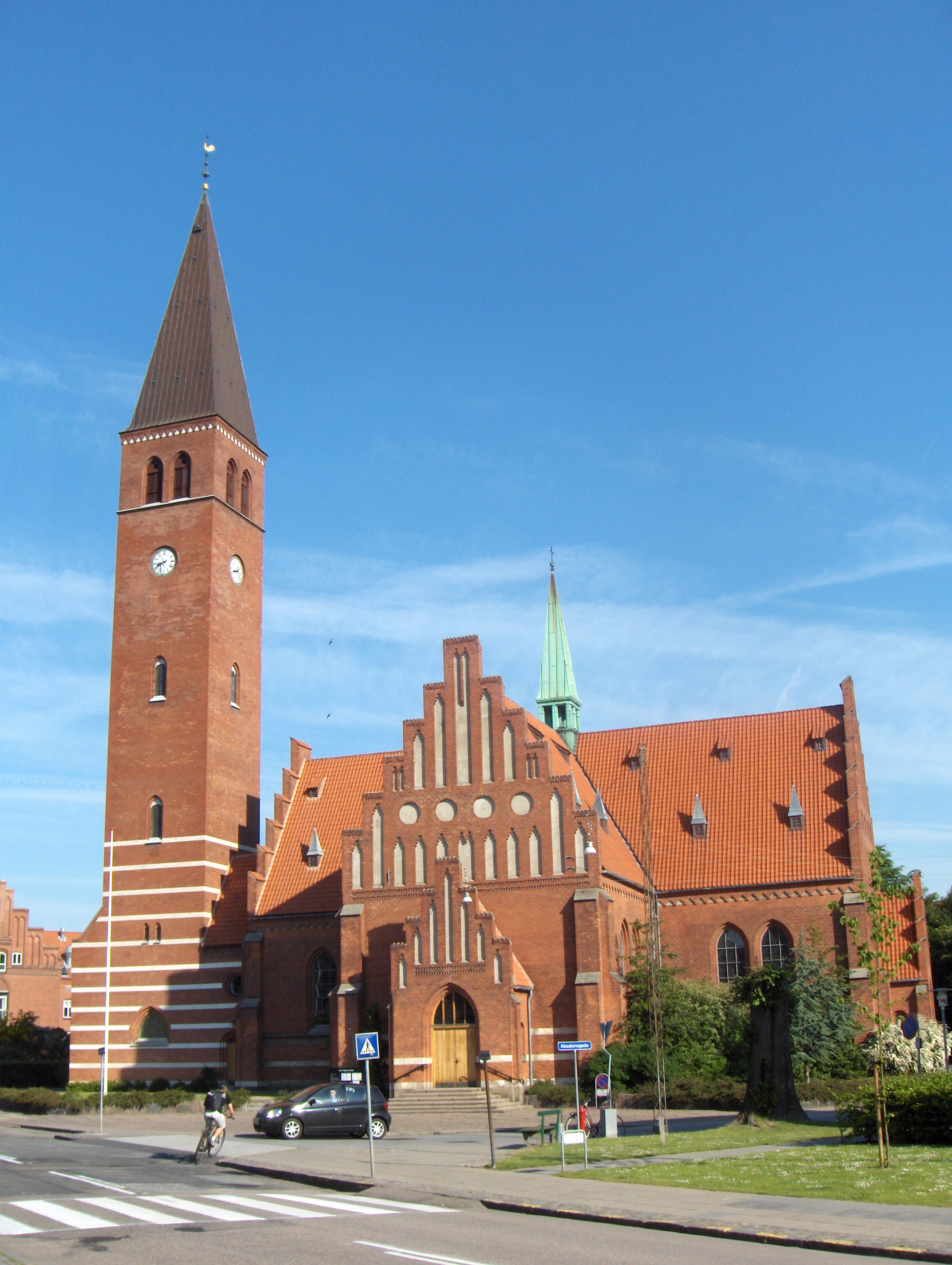
Vor Frelsers Kirke
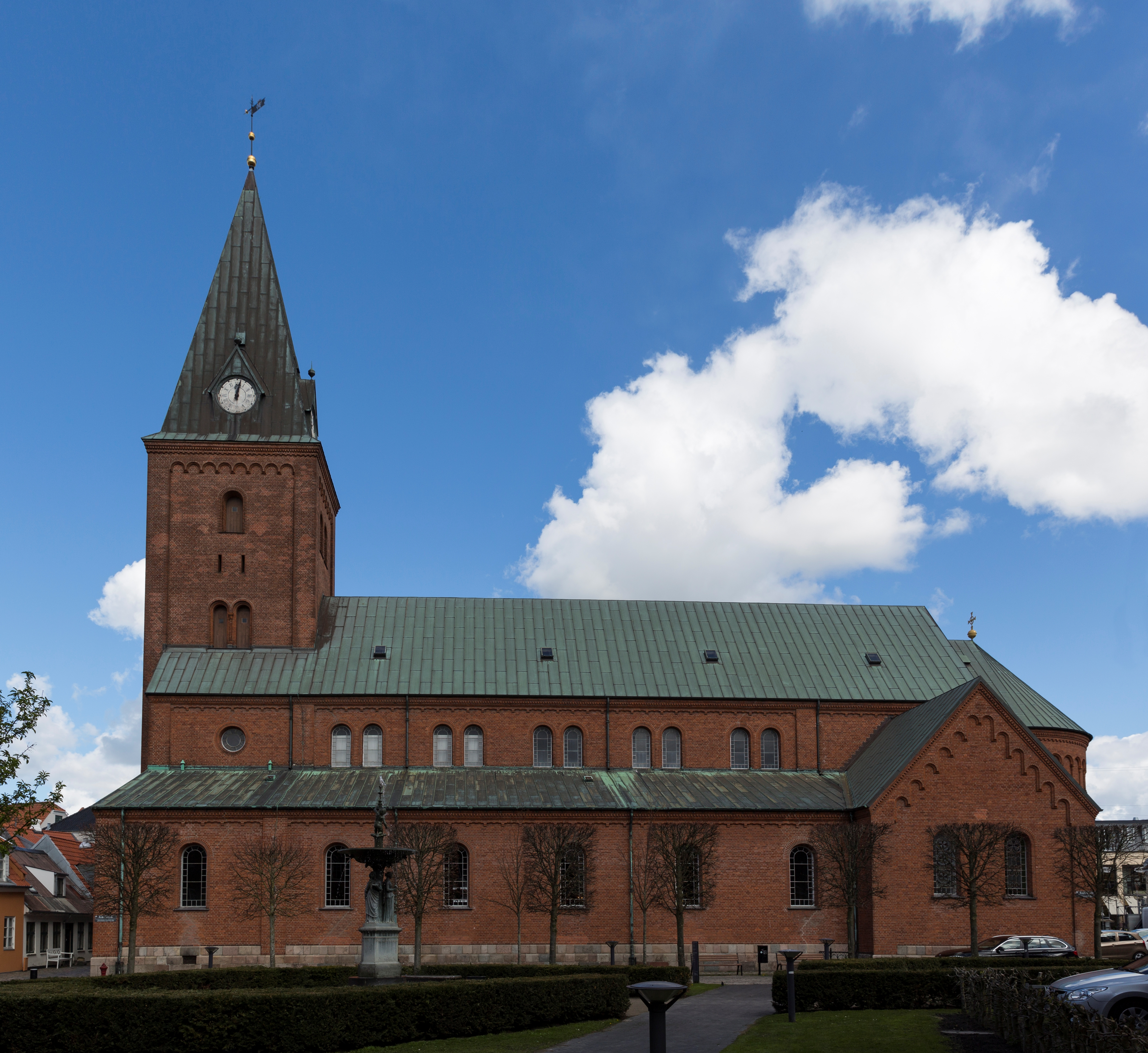
Vor Frue Kirke